# Księżyce (Środa Śląska)
Pour l’article homonyme, voir Księżyce.
Księżyce est une localité polonaise de la gmina d'Udanin, située dans le powiat de Środa Śląska en voïvodie de Basse-Silésie.